# بهرام‌آباد (نقده)
بهرام آباد (نقده)، روستایی از توابع بخش مرکزی شهرستان نقده در استان آذربایجان غربی ایران است.نام قدیمی این روستا بایرام بوغا است به معنای بایرام اسم و بوغا در ترکی به معنای گاو نر ، که در نقشه های قدیمی درج شده است.اهالی این روستا کرد سورانی می باشند.

## جمعیت
این روستا در دهستان بیگم‌قلعه قرار دارد و براساس سرشماری مرکز آمار ایران در سال ۱۳۸۵، جمعیت آن ۱۵۰ نفر (۱۹ خانوار) بوده‌است.